# Боб Синклер
Боб Синклер (на френски: Bob Sinclar) е френски DJ, продуцент и собственик на лейбъла Yellow Productions.
Синклер започва кариерата си като DJ през 1986, когато е все още на 18 години. Специализира се в миксиране на фънк и хип-хоп под името Chris The French Kiss. Първият му клубен хит е „Gym & Tonic“, съвместно парче с Томас Бангалтер от Daft Punk. Речитативите са нелегално записани от касета с фитнес програма на Джейн Фонда.
Синклер е известен с популяризирането на френския саунд в хауса, със засилено използване на семплирани и филтрирани диско елементи. Парчето му „I Feel For You“ от втория му албум „Champs Elysées“ застава на номер 9 в UK Top 40. В песента „Darlin'“ той работи с вокалиста Джеймс „D-Train“ Уилямс.
Синклер е работил и под други псевдоними. Под имената The Mighty Bop и Reminiscence Quartet той миксирал хип-хоп и есид-джаз. Създава и проекта Africanism All Stars, чиято идея е различни артисти да съчетават хауса с латино, джаз и африкански мелодии.
През 2005 г. пуска хит сингъла си „Love Generation“, който има голям успех както в Европа, така и в Австралия. Песента е последвана от „World, Hold On“ – отново с огромен успех. Последното му парче е „Rock This Party (Everybody Dance Now)“, което излиза на 22 август 2006 г.

## Албуми
- 1998 Paradise
- 2000 Champs Elysées
- 2003 III
- 2004 Enjoy
- 2006 Western Dream
- 2007 Soundz of Freedom
- 2007 Bob Sinclar: Live at the Playboy Mansion
- 2008 Dancefloor FG Winter 2008 (Mixed by Bob Sinclar)
- 2008 DJ Bob Sinclar 08
- 2009 Born in 69
- 2010 Made in Jamaica
- 2012 Disco Crash
- 2013 Paris By Night (A Parisian Musical Experience)